# Robert Henry Michel
Robert Henry Michel (ur. 2 marca 1923 w Peorii w Illinois, zm. 17 lutego 2017 w Arlington, Wirginia) – amerykański polityk związany z Partią Republikańską.
W latach 1957–1995 przez dziewiętnaście dwuletnich kadencji Kongresu Stanów Zjednoczonych był przedstawicielem osiemnastego okręgu wyborczego w stanie Illinois w Izbie Reprezentantów Stanów Zjednoczonych.